# Scotopelia
Scotopelia es un género de aves estrigiformes de la familia de los búhos y cárabos (Strigidae). Incluye tres especies que se distribuyen por el África subsahariana.

## Especies
Se reconocen las siguientes:
- Cárabo pescador vermiculado (Scotopelia bouvieri)
- Cárabo pescador común (Scotopelia peli)
- Cárabo pescador rojizo (Scotopelia ussheri)